# Альби-2
Альби́-2 (фр. Albi-2) — кантон во Франции, находится в регионе Юг-Пиренеи, департамент Тарн. Входит в состав округа Альби.
Код INSEE кантона — 8102. В состав кантона входит 5 коммун и часть коммуны Альби. Центральный офис расположен в Альби.
Кантон был создан в марте 2015 года. В состав новообразованного кантона вошли коммуны упразднённого кантона Альби-Сюд.

## История
Новая норма административного деления, созданная декретом от 17 февраля 2014 года, вступила в силу на первых региональных (территориальных) выборах (новый тип выборов во Франции). Таким образом, единые территориальные выборы заменяют два вида голосования, существовавших до сих пор: региональные выборы и кантональные выборы (выборы генеральных советников). Первые выборы такого типа, на которых избирают одновременно и региональных советников (членов парламентов французских регионов), и генеральных советников (членов парламентов французских департаментов), состоялись в два тура 22 и 29 марта 2015 года. Эта дата официально считается датой создания новых кантонов и упразднения части старых. Начиная с этих выборов, советники избираются по смешанной системе (мажоритарной и пропорциональной). Избиратели каждого кантона выбирают Совет департамента (новое название генерального Совета): двух советников разного пола. Этот новый механизм голосования потребовал перераспределения коммун по кантонам, количество которых в департаменте уменьшилось вдвое с округлением итоговой величины вверх до нечётного числа в соответствии с условиями минимального порога, определённого статьёй 4 закона от 17 мая 2013 года.

## Население
Население кантона на 2015 год составляло … человек.

## Коммуны кантона
| Коммуна    | Население, чел. (2012) | Почтовый индекс | Код INSEE |
| ---------- | ---------------------- | --------------- | --------- |
| Альби      |                        | 81000           | 81004     |
| Карлюс     | 671                    | 81990           | 81059     |
| Ле-Секестр | 1509                   | 81990           | 81284     |
| Пюигузон   | 2949                   | 81990           | 81218     |
| Руфьяк     | 611                    | 81150           | 81232     |
| Сальес     | 802                    | 81990           | 81274     |